# Hierochloe odorata

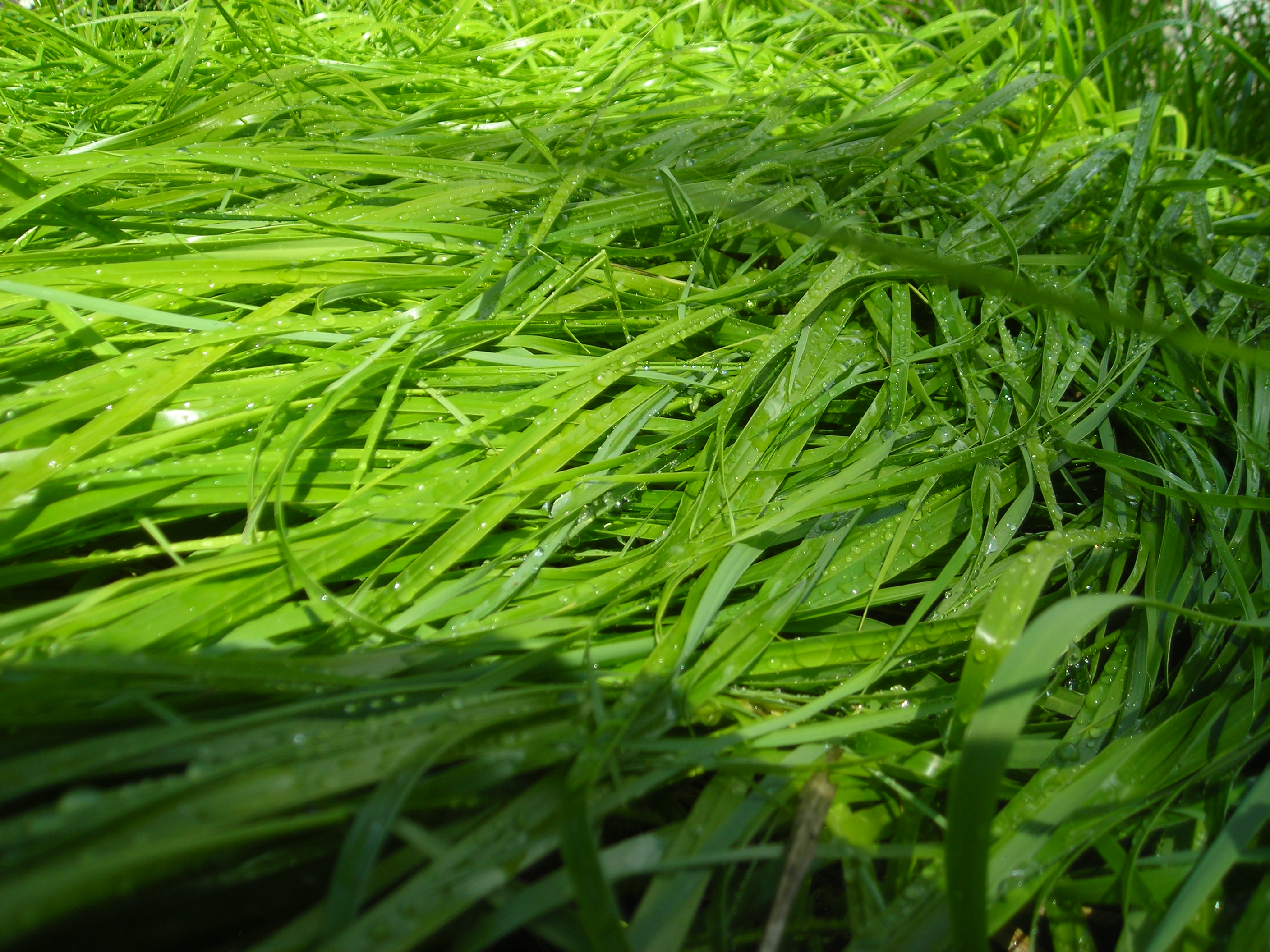
Iarba zimbrului fotografiată în Columbia Britanică (Canada), 2007

Hierochloe odorata sau Anthoxanthum nitens (cunoscută în mod obișnuit ca iarbă dulce, iarbă de mană, iarba lui Mary sau iarbă de vanilie, ca iarbă sfântă în Marea Britanie sau ca iarba zimbrului, de exemplu, de către producătorii polonezi de vodcă) este o plantă aromată originară din nordul Eurasiei și America de Nord. Este considerată sacră de către multe popoare indigene din Canada și Statele Unite ale Americii și folosită prin afumare⁠(d) în medicina herbală⁠(d) și în producția de băuturi distilate⁠(d) (de exemplu, mărcile de vodcă Żubrówka și Wisent⁠(d)). Ea își datorează parfumul dulce distinctiv prezenței cumarinei.
Această varietate de iarbă este diferită de specia cunoscută în mod obișnuit ca iarba bivolului în Australia și Statele Unite ale Americii (Stenotaphrum secundatum⁠(d) și, respectiv, Bouteloua dactyloides⁠(d)).

## Caracteristici
Hierochloe odorata este o plantă perenă foarte rezistentă, capabilă să crească în zona Cercului Polar Arctic. Frunzele sale nu au tulpini rigide, ceea ce o face să crească până la aproximativ 20 centimetre (7,9 in) în înălțime, iar apoi frunzele cresc în exterior pe orizontală până la lungimea de 100 centimetre (39 in) sau chiar mai mult, până la sfârșitul verii. Baza frunzei, chiar sub suprafața solului, este lată și albă, fără peri; partea inferioară a frunzei este strălucitoare și spână. În sălbăticie, bazele frunzelor au frecvent culoarea violet-roșu, ceea ce indică existența unui sol cu deficit de fosfor.
Două substanțe chimice găsite în iarba zimbrului, fitol și cumarină, resping țânțarii.

## Taxonomie
Numele Hierochloe odorata provine din limbile greacă și latină. Hierochloe înseamnă „iarbă sfântă”, iar odorata înseamnă „aromată”. Unii autori includ genul Hierochloe⁠(d) în Anthoxanthum⁠(d); în acest caz, acestei specii i se atribuie epitetul nitens pentru a se evita confuzia cu o altă specie, Anthoxanthum odoratum⁠(d), cunoscută popular ca părangină sau iarbă-mirositoare.

## Răspândire
În America de Nord, iarba Hierochloe odorata se găsește în sudul Canadei, în nordul Marilor Câmpii și a Munților Stâncoși, în nord-vestul Statelor Unite ale Americii și în regiunea Noua Anglie. În Europa continentală ea crește mai la nord de Elveția. Se găsește într-un singur loc din Irlanda, în patru comitate din Scoția și într-un comitat din nord-estul Angliei.

## Ecologie
Hierochloe odorata este o specie de iarbă de mlaștină care crește într-un interval mediu de habitat situat între ecosistemele de mlaștini sărate⁠(d) și de dune. Specia are o nevoie redusă de apă sau de nutrienți din sol, dar este restricționată rigid de pH-ul și de salinitatea solului. Această specie este asociată în mod constant cu Juncus balticus⁠(d) în ecosistemele de mlaștini și cu Ammophila breviligulata⁠(d) în ecosistemele de dune. Abundența maximă a speciei apare la marginea acestor game de specii concurente. Plantele asociate sunt considerate a fi inhibitori majori ai creșterii sale. Singurele animale care o mănâncă sunt doar iepurele fluierător american⁠(d) (Ochotona princeps) și zimbrul european. Alte ierbivore native, cum ar fi cerbul cu coadă albă, elanul sau bizonul american, pot pășuna pe el. Cumarina chimică, care creează mirosul specific de vanilie, are un gust amar care descurajează celelalte rumegătoare.

## Înmulțire
Înmulțirea este cea mai ușoară prin tăierea bulbilor de la plantele ajunse la maturitate. Acești bulbi ar trebui să conțină cel puțin un rizom activ și să crească rapid în sere. Atunci când cresc în sălbăticie, semințele de Hierochloe odorata au nevoie de o perioadă cu temperaturi scăzute înainte de a germina și germinează într-o proporție de 25-50%. Hierochloe odorata crește cel mai bine într-un sol cu puține buruieni concurente, cu textură liberă și umezită până la punctul de băltire la suprafață. Răsadurile necesită o umiditate constantă până când încolțesc, adică aproximativ 10 până la 14 zile.

## Utilizări
Planta este recoltată prin tăierea ierbii de la începutul verii până la sfârșitul verii, în funcție de lungimea dorită. Hierochloe odorata recoltată după primul îngheț are puțin miros sau nu are deloc miros și este mai puțin folosită pentru confecționarea coșurilor. Producătorii de coșuri taie iarba în perioadele uscate și însorite, atunci când ea este uscată și casantă. Forma casantă a ierbii zimbrului trebuie înmuiată în apă caldă până când devine flexibilă. Iarba flexibilă este de obicei împletită⁠(d) în fire groase și apoi reuscată pentru o utilizare ulterioară.

### Tradiții europene
Iarba zimbrului era împrăștiată pe jos în fața ușilor bisericii cu prilejul praznicelor diferiților sfinți din nordul Europei, probabil din cauza mirosului dulce care se răspândește atunci când era călcată. Ea a fost folosit în Franța pentru a aroma bomboanele, tutunul, băuturile răcoritoare și parfumurile. În unele țări din Europa este adesea înlocuită sau folosită prin rotație cu specia Hierochloe alpina. În Rusia, ea a fost folosită pentru aromarea ceaiului, iar în Polonia este încă folosită în unele sortimente de vodcă aromată precum Żubrówka.
În provincia norvegiană Finnmark, popoarele sami au împletit și au uscat iarba (háissasuoidni în limba sami de nord⁠(d)) pentru a o folosi ca parfum, fie turnând-o direct, fie depozitând-o în același loc cu hainele.

### Tradiții indigene (America de Nord)
Iarba zimbrului este folosită pe scară largă de popoarele indigene din multe națiuni diferite de pe teritoriul Americii de Nord. Se știe că triburile haudenosaunee (irocheze) folosesc iarba zimbrului într-o varietate de moduri, cum ar fi confecționarea coșurilor, ritualuri ceremoniale, purificarea prin afumare, producerea unor parfumuri și medicamente pe bază de plante. În cadrul mai multor popoare indigene din Marile Câmpii și Preriile Canadei⁠(d), ea este considerată unul dintre cele „patru medicamente sacre”. Deși este folosită în multe scopuri, cele două scopuri principale ale sale pentru majoritatea triburilor sunt atragerea spiritelor bune și alungarea țânțarilor. Această iarbă este cunoscută și sub numele de „Părul Mamei Pământ”. Botanista Robin Wall Kimmerer⁠(d) scrie despre iarba zimbrului și recoltarea ei în cartea Braiding Sweetgrass⁠(d) (2013).